# Fernando Font
Pour les articles homonymes, voir Font.
Fernando Font, né le 12 décembre 1915, à Ceuta, en Espagne et mort le 8 novembre 2002, à Barcelone, en Espagne, est un ancien joueur et entraîneur de basket-ball espagnol.